# Tour du Pays basque féminin 2025
La 4e édition du Tour du Pays basque féminin (Itzulia Women) a lieu du 16 au 18 mai 2025. La course fait partie de l'UCI World Tour féminin. 
Mischa Bredewold remporte les deux premières étapes au sprint,. Le dernier jour, Demi Vollering s'impose en solitaire et remporte le classement général de cette course pour la troisième fois en quatre ans.

## Présentation

### Parcours
Comme les années précédentes, la course comprend trois étapes qui traversent les trois provinces de la Communauté autonome basque.
La première étape se déroule dans le sud du Pays Basque. Elle commence à Zumarraga et se terminé par une boucle autour d'Agurain. Elle comprend quelques ascensions répertoriées au grand prix de la montagne, mais aussi des sections plus plates. La deuxième traverse la périphérie est de Bilbao et se termine à Igorre. Elle contient deux montées majeures au début et une série de montées plus petites, pas toujours catégorisées, dans la section intermédiaire. La troisième et dernière étape est la plus montagneuse et, comme les années précédentes, consiste en une boucle autour de Saint-Sébastien. Les principales difficultés sont les ascensions du Jaizkibel et du Mendizorrotz, régulièrement empruntés sur la Classique de Saint-Sébastien. Le point culminant de ce dernier se situe à 10 kilomètres de l'arrivée.

### Équipes
| UCI Women's WorldTeams (14)- FDJ-Suez - Team SD Worx-Protime - Liv AlUla Jayco - Lidl-Trek - Movistar Team - Ceratizit Pro Cycling Team - Fenix-Deceuninck - Canyon//SRAM zondacrypto - Roland - AG Insurance-Soudal Team - Human Powered Health - Team Picnic PostNL - Team Visma \| Lease a Bike - UAE Team ADQ UCI Women's ProTeams (2)- Laboral Kutxa-Fundación Euskadi - Winspace Orange Seal Équipes féminines continentales (3)- Team Coop-Repsol - Bepink-Imatra-Bongioanni - Eneicat-CMTeam |
| |

## Étapes
| Étape     | Date   | Villes étapes                     | type            | Distance (km) | Vainqueur d'étape | Leader du classement général |
| --------- | ------ | --------------------------------- | --------------- | ------------- | ----------------- | ---------------------------- |
| 1re étape | 16 mai | Zumarraga – Salvatierra-Agurain   | étape vallonnée | 148,5         | Mischa Bredewold  | Mischa Bredewold             |
| 2e étape  | 17 mai | Ugao-Miraballes – Igorre          | étape vallonnée | 116           | Mischa Bredewold  | Mischa Bredewold             |
| 3e étape  | 18 mai | Saint-Sébastien – Saint-Sébastien | étape vallonnée | 112,6         | Demi Vollering    | Demi Vollering               |

## Déroulement de la course

### 1reétape
| \| Classement de l'étape \| Classement de l'étape \| Classement de l'étape \| Classement de l'étape \| Classement de l'étape \| \| Coureur \| Coureur \| Pays \| Équipe \| Temps \| \| --------------------- \| --------------------- \| --------------------- \| --------------------- \| --------------------- \| |         |      |        |       |
| |         |      |        |       |
| |         |      |        |       |
| Classement de l'étape |         |      |        |       |
| Coureur | Coureur | Pays | Équipe | Temps |

| \| Classement général \| Classement général \| Classement général \| Classement général \| Classement général \| \| Coureur \| Coureur \| Pays \| Équipe \| Temps \| \| ------------------ \| ------------------ \| ------------------ \| ------------------ \| ------------------ \| |         |      |        |       |
| |         |      |        |       |
| |         |      |        |       |
| Classement général |         |      |        |       |
| Coureur | Coureur | Pays | Équipe | Temps |

### 2eétape
| \| Classement de l'étape \| Classement de l'étape \| Classement de l'étape \| Classement de l'étape \| Classement de l'étape \| \| Coureur \| Coureur \| Pays \| Équipe \| Temps \| \| --------------------- \| --------------------- \| --------------------- \| --------------------- \| --------------------- \| |         |      |        |       |
| |         |      |        |       |
| |         |      |        |       |
| Classement de l'étape |         |      |        |       |
| Coureur | Coureur | Pays | Équipe | Temps |

| \| Classement général \| Classement général \| Classement général \| Classement général \| Classement général \| \| Coureur \| Coureur \| Pays \| Équipe \| Temps \| \| ------------------ \| ------------------ \| ------------------ \| ------------------ \| ------------------ \| |         |      |        |       |
| |         |      |        |       |
| |         |      |        |       |
| Classement général |         |      |        |       |
| Coureur | Coureur | Pays | Équipe | Temps |

### 3eétape
| \| Classement de l'étape \| Classement de l'étape \| Classement de l'étape \| Classement de l'étape \| Classement de l'étape \| \| Coureur \| Coureur \| Pays \| Équipe \| Temps \| \| --------------------- \| --------------------- \| --------------------- \| --------------------- \| --------------------- \| |         |      |        |       |
| |         |      |        |       |
| |         |      |        |       |
| Classement de l'étape |         |      |        |       |
| Coureur | Coureur | Pays | Équipe | Temps |

## Classements finals

### Classement général
| \| Classement général \| Classement général \| Classement général \| Classement général \| Classement général \| \| Coureuse \| Coureuse \| Pays \| Équipe \| Temps \| \| ------------------ \| ------------------ \| ------------------ \| ------------------ \| ------------------ \| |          |      |        |       |
| |          |      |        |       |
| Source : ProCyclingStats |          |      |        |       |
| Classement général |          |      |        |       |
| Coureuse | Coureuse | Pays | Équipe | Temps |

### Classements annexes
| Classement par points | Classement par points | Classement par points | Classement par points | Classement par points |
| Coureuse              | Coureuse              | Pays                  | Équipe                | Points                |
| --------------------- | --------------------- | --------------------- | --------------------- | --------------------- |

| Classement par points | Classement par points | Classement par points | Classement par points | Classement par points |
| Coureuse              | Coureuse              | Pays                  | Équipe                | Points                |
| --------------------- | --------------------- | --------------------- | --------------------- | --------------------- |

| Classement de la montagne | Classement de la montagne | Classement de la montagne | Classement de la montagne | Classement de la montagne |
| Coureuse                  | Coureuse                  | Pays                      | Équipe                    | Points                    |
| ------------------------- | ------------------------- | ------------------------- | ------------------------- | ------------------------- |

| Classement de la montagne | Classement de la montagne | Classement de la montagne | Classement de la montagne | Classement de la montagne |
| Coureuse                  | Coureuse                  | Pays                      | Équipe                    | Points                    |
| ------------------------- | ------------------------- | ------------------------- | ------------------------- | ------------------------- |

| Classement du meilleur jeune | Classement du meilleur jeune | Classement du meilleur jeune | Classement du meilleur jeune | Classement du meilleur jeune |
| Coureuse                     | Coureuse                     | Pays                         | Équipe                       | Temps                        |
| ---------------------------- | ---------------------------- | ---------------------------- | ---------------------------- | ---------------------------- |

| Classement du meilleur jeune | Classement du meilleur jeune | Classement du meilleur jeune | Classement du meilleur jeune | Classement du meilleur jeune |
| Coureuse                     | Coureuse                     | Pays                         | Équipe                       | Temps                        |
| ---------------------------- | ---------------------------- | ---------------------------- | ---------------------------- | ---------------------------- |

| Classement par équipes | Classement par équipes | Classement par équipes | Classement par équipes |
| Équipe                 | Équipe                 | Pays                   | Temps                  |
| ---------------------- | ---------------------- | ---------------------- | ---------------------- |

| Classement par équipes | Classement par équipes | Classement par équipes | Classement par équipes |
| Équipe                 | Équipe                 | Pays                   | Temps                  |
| ---------------------- | ---------------------- | ---------------------- | ---------------------- |

## Évolution des classements
| Étape              |                    | Vainqueur _      | Classement général _ |
| ------------------ | ------------------ | ---------------- | -------------------- |
| 1re étape          | étape vallonnée    | Mischa Bredewold | Mischa Bredewold     |
| 2e étape           | étape vallonnée    | Mischa Bredewold | Mischa Bredewold     |
| 3e étape           | étape vallonnée    | Demi Vollering   | Demi Vollering       |
| Classements finals | Classements finals |                  | Demi Vollering       |

## Liste des participantes
| Légende                             | Légende | Légende                                | Légende                                                                                              |
| ----------------------------------- | --- | -------------------------------------- | --- |
| Num                                 | Dossard de départ porté par la coureuse sur ce Classique Sant-Sebastien                                       | Pos                                    | Position finale au classement général                                                                |
| Leader du classement général        | Indique la vainqueur du classement général                                                                    | Leader du classement par points        | Indique la vainqueur du classement par points                                                        |
| Leader du classement de la montagne | Indique la vainqueur du classement de la montagne                                                             | Leader du classement du meilleur jeune | Indique la vainqueur du classement de la meilleure jeune                                             |
|                                     | Indique un maillot de champion national ou mondial, suivi de sa spécialité                                    | #                                      | Indique la meilleure équipe                                                                          |
| NP                                  | Indique une coureuse qui n'a pas pris le départ d'une étape, suivi du numéro de l'étape où elle s'est retirée | AB                                     | Indique une coureuse qui n'a pas terminé une étape, suivi du numéro de l'étape où elle s'est retirée |
| HD                                  | Indique un coureuse qui a terminé une étape hors des délais, suivi du numéro de l'étape                       | DSQ                                    | Indique un coureur qui a été disqualifié de la course, suivi du numéro de l'étape                    |
| *                                   | Indique un coureuse en lice pour le classement de la meilleure jeune (coureuses nées après le )               |                                        | |

| FDJ-Suez TFS | FDJ-Suez TFS          | FDJ-Suez TFS |
| ------------ | --------------------- | ------------ |
| Num          | Coureuse              | Pos          |
| 1            | Demi Vollering (NED)  |              |
| 2            | Nina Buysman (NED)    |              |
| 3            | Léa Curinier (FRA)    |              |
| 4            | Amber Kraak (NED)     |              |
| 5            | Évita Muzic (FRA)     |              |
| 6            | Églantine Rayer (FRA) |              |

| SD Worx-Protime SDW | SD Worx-Protime SDW           | SD Worx-Protime SDW |
| ------------------- | ----------------------------- | ------------------- |
| Num                 | Coureuse                      | Pos                 |
| 11                  | Mischa Bredewold (NED)        |                     |
| 12                  | Steffi Häberlin (SUI)         |                     |
| 13                  | Mikayla Harvey (NZL)          |                     |
| 14                  | Marta Lach (POL)              |                     |
| 15                  | Marie Schreiber (LUX) (route) |                     |
| 16                  | Anna van der Breggen (NED)    |                     |

| Liv AlUla Jayco LIV | Liv AlUla Jayco LIV      | Liv AlUla Jayco LIV |
| ------------------- | ------------------------ | ------------------- |
| Num                 | Coureuse                 | Pos                 |
| 21                  | Mavi García (ESP)        |                     |
| 22                  | Silke Smulders (NED)     |                     |
| 23                  | Caroline Andersson (SWE) |                     |
| 24                  | Anna Trevisi (ITA)       |                     |
| 25                  | Jeanne Korevaar (NED)    |                     |
| 26                  | Quinty Ton (NED)         |                     |

| Lidl-Trek LTK | Lidl-Trek LTK            | Lidl-Trek LTK |
| ------------- | ------------------------ | ------------- |
| Num           | Coureuse                 | Pos           |
| 31            | Lauretta Hanson (AUS)    |               |
| 32            | Ava Holmgren (CAN)       |               |
| 33            | Isabella Holmgren (CAN)  |               |
| 34            | Gaia Realini (ITA)       |               |
| 35            | Amanda Spratt (AUS)      |               |
| 36            | Shirin van Anrooij (NED) |               |

| Movistar Team MOV | Movistar Team MOV          | Movistar Team MOV |
| ----------------- | -------------------------- | ----------------- |
| Num               | Coureuse                   | Pos               |
| 41                | Olivia Baril (CAN) (route) |                   |
| 42                | Liane Lippert (GER)        |                   |
| 43                | Mareille Meijering (NED)   |                   |
| 44                | Paula Patiño (COL)         |                   |
| 45                | Sara Martín (ESP)          |                   |
| 46                | Claire Steels (GBR)        |                   |

| Ceratizit Pro Cycling Team CTC | Ceratizit Pro Cycling Team CTC | Ceratizit Pro Cycling Team CTC |
| ------------------------------ | ------------------------------ | ------------------------------ |
| Num                            | Coureuse                       | Pos                            |
| 51                             | Sarah Van Dam (CAN)            |                                |
| 52                             | Elena Hartmann (SUI)           |                                |
| 53                             | Fariba Hashimi (AFG)           |                                |
| 54                             | Marta Jaskulska (POL)          |                                |
| 55                             | Célia Le Mouël (FRA)           |                                |
| 56                             | Dilyxine Miermont (FRA)        |                                |

| Fenix-Deceuninck FDC | Fenix-Deceuninck FDC             | Fenix-Deceuninck FDC |
| -------------------- | -------------------------------- | -------------------- |
| Num                  | Coureuse                         | Pos                  |
| 61                   | Yara Kastelijn (NED)             |                      |
| 62                   | Millie Couzens (GBR)             |                      |
| 63                   | Inge van der Heijden (NED)       |                      |
| 64                   | Ceylin del Carmen Alvarado (NED) |                      |
| 65                   | Pauliena Rooijakkers (NED)       |                      |
| 66                   | Annemarie Worst (NED)            |                      |

| Laboral Kutxa-Fundación Euskadi LKF | Laboral Kutxa-Fundación Euskadi LKF | Laboral Kutxa-Fundación Euskadi LKF |
| ----------------------------------- | ----------------------------------- | ----------------------------------- |
| Num                                 | Coureuse                            | Pos                                 |
| 71                                  | Naia Amondarain Gazañaga (ESP)      |                                     |
| 72                                  | Alice Maria Arzuffi (ITA)           |                                     |
| 73                                  | Idoia Eraso (ESP)                   |                                     |
| 74                                  | Usoa Ostolaza (ESP) (route)         |                                     |
| 75                                  | Ane Santesteban (ESP)               |                                     |
| 76                                  | Debora Silvestri (ITA)              |                                     |

| Canyon//SRAM zondacrypto CSZ | Canyon//SRAM zondacrypto CSZ | Canyon//SRAM zondacrypto CSZ |
| ---------------------------- | ---------------------------- | ---------------------------- |
| Num                          | Coureuse                     | Pos                          |
| 81                           | Ricarda Bauernfeind (GER)    |                              |
| 82                           | Wilma Aintila (FIN)          |                              |
| 83                           | Antonia Niedermaier (GER)    |                              |
| 84                           | Justyna Czapla (GER)         |                              |
| 85                           | Cecilie Uttrup Ludwig (DEN)  |                              |
| 86                           | Soraya Paladin (ITA)         |                              |

| Roland CGS | Roland CGS               | Roland CGS |
| ---------- | ------------------------ | ---------- |
| Num        | Coureuse                 | Pos        |
| 91         | Giorgia Vettorello (ITA) |            |
| 92         | Tamara Dronova (RUS)     |            |
| 93         | Morgane Coston (FRA)     |            |
| 94         | Petra Stiasny (SUI)      |            |
| 96         | Giulia Giuliani (ITA)    |            |

| Team Coop-Repsol HPU | Team Coop-Repsol HPU  | Team Coop-Repsol HPU |
| -------------------- | --------------------- | -------------------- |
| Num                  | Coureuse              | Pos                  |
| 101                  | Stine Dale (NOR)      |                      |
| 102                  | India Grangier (FRA)  |                      |
| 104                  | Tiril Jørgensen (NOR) |                      |
| 106                  | Stina Kagevi (SWE)    |                      |

| Winspace Orange Seal WOS | Winspace Orange Seal WOS      | Winspace Orange Seal WOS |
| ------------------------ | ----------------------------- | ------------------------ |
| Num                      | Coureuse                      | Pos                      |
| 111                      | Karolina Perekitko (POL)      |                          |
| 112                      | Camille Fahy (FRA)            |                          |
| 113                      | Jenaya Francis (CAN)          |                          |
| 114                      | Nadia Gontova (CAN)           |                          |
| 115                      | Florence Normand (CAN)        |                          |
| 116                      | Marie-Morgane Le Deunff (FRA) |                          |

| Bepink-Imatra-Bongioanni BPK | Bepink-Imatra-Bongioanni BPK | Bepink-Imatra-Bongioanni BPK |
| ---------------------------- | ---------------------------- | ---------------------------- |
| Num                          | Coureuse                     | Pos                          |
| 121                          | Andrea Casagranda (ITA)      |                              |
| 122                          | Elisa Valtulini (ITA)        |                              |
| 123                          | Linda Laporta (ITA)          |                              |
| 124                          | Gaia Segato (ITA)            |                              |
| 125                          | Silvia Milesi (ITA)          |                              |
| 126                          | Elisabeth Ebras (EST)        |                              |

| Eneicat-CMTeam EIC | Eneicat-CMTeam EIC           | Eneicat-CMTeam EIC |
| ------------------ | ---------------------------- | ------------------ |
| Num                | Coureuse                     | Pos                |
| 131                | Daniela Campos (POR) (route) |                    |
| 132                | Angie Mariana Londoño (COL)  |                    |
| 133                | Valentina Basilico (ITA)     |                    |
| 134                | Nicole Steinmetz (USA)       |                    |
| 135                | Carolina Vargas (COL)        |                    |
| 136                | Ariana Gilabert (ESP)        |                    |

| AG Insurance-Soudal Team AGS | AG Insurance-Soudal Team AGS | AG Insurance-Soudal Team AGS |
| ---------------------------- | ---------------------------- | ---------------------------- |
| Num                          | Coureuse                     | Pos                          |
| 141                          | Mireia Benito (ESP)          |                              |
| 142                          | Anya Louw (AUS)              |                              |
| 143                          | Justine Ghekiere (BEL)       |                              |
| 144                          | Gaia Masetti (ITA)           |                              |
| 145                          | Julie Van de Velde (BEL)     |                              |
| 146                          | Urška Žigart (SLO) (route)   |                              |

| Human Powered Health HPH | Human Powered Health HPH | Human Powered Health HPH |
| ------------------------ | ------------------------ | ------------------------ |
| Num                      | Coureuse                 | Pos                      |
| 151                      | Yurani Blanco (ESP)      |                          |
| 152                      | Giada Borghesi (ITA)     |                          |
| 153                      | Carlotta Cipressi (ITA)  |                          |
| 154                      | Thalita de Jong (NED)    |                          |
| 155                      | Ruth Edwards (USA)       |                          |
| 156                      | Katia Ragusa (ITA)       |                          |

| Team Picnic PostNL TPP | Team Picnic PostNL TPP        | Team Picnic PostNL TPP |
| ---------------------- | ----------------------------- | ---------------------- |
| Num                    | Coureuse                      | Pos                    |
| 161                    | Eleonora Ciabocco (ITA)       |                        |
| 162                    | Juliana Londoño (COL) (route) |                        |
| 163                    | Esmée Peperkamp (NED)         |                        |
| 164                    | Abi Smith (GBR)               |                        |
| 165                    | Becky Storrie (GBR)           |                        |
| 166                    | Ella Heremans (BEL)           |                        |

| Team Visma \| Lease a Bike TVL | Team Visma \| Lease a Bike TVL | Team Visma \| Lease a Bike TVL |
| ------------------------------ | ------------------------------ | ------------------------------ |
| Num                            | Coureuse                       | Pos                            |
| 171                            | Margaux Vigié (FRA)            |                                |
| 172                            | Maud Oudeman (NED)             |                                |
| 173                            | Rosita Reijnhout (NED)         |                                |
| 174                            | Eva van Agt (NED)              |                                |
| 175                            | Mijntje Geurts (NED)           |                                |
| 176                            | Marion Bunel (FRA)             |                                |

| UAE Team ADQ UAD | UAE Team ADQ UAD       | UAE Team ADQ UAD |
| ---------------- | ---------------------- | ---------------- |
| Num              | Coureuse               | Pos              |
| 181              | Karlijn Swinkels (NED) |                  |
| 183              | Alena Ivanchenko (RUS) |                  |
| 184              | Erica Magnaldi (ITA)   |                  |
| 185              | Greta Marturano (ITA)  |                  |
| 186              | Paula Blasi (ESP)      |                  |

| FDJ-Suez TFS | FDJ-Suez TFS          | FDJ-Suez TFS |
| ------------ | --------------------- | ------------ |
| Num          | Coureuse              | Pos          |
| 1            | Demi Vollering (NED)  |              |
| 2            | Nina Buysman (NED)    |              |
| 3            | Léa Curinier (FRA)    |              |
| 4            | Amber Kraak (NED)     |              |
| 5            | Évita Muzic (FRA)     |              |
| 6            | Églantine Rayer (FRA) |              |

| SD Worx-Protime SDW | SD Worx-Protime SDW           | SD Worx-Protime SDW |
| ------------------- | ----------------------------- | ------------------- |
| Num                 | Coureuse                      | Pos                 |
| 11                  | Mischa Bredewold (NED)        |                     |
| 12                  | Steffi Häberlin (SUI)         |                     |
| 13                  | Mikayla Harvey (NZL)          |                     |
| 14                  | Marta Lach (POL)              |                     |
| 15                  | Marie Schreiber (LUX) (route) |                     |
| 16                  | Anna van der Breggen (NED)    |                     |

| Liv AlUla Jayco LIV | Liv AlUla Jayco LIV      | Liv AlUla Jayco LIV |
| ------------------- | ------------------------ | ------------------- |
| Num                 | Coureuse                 | Pos                 |
| 21                  | Mavi García (ESP)        |                     |
| 22                  | Silke Smulders (NED)     |                     |
| 23                  | Caroline Andersson (SWE) |                     |
| 24                  | Anna Trevisi (ITA)       |                     |
| 25                  | Jeanne Korevaar (NED)    |                     |
| 26                  | Quinty Ton (NED)         |                     |

| Lidl-Trek LTK | Lidl-Trek LTK            | Lidl-Trek LTK |
| ------------- | ------------------------ | ------------- |
| Num           | Coureuse                 | Pos           |
| 31            | Lauretta Hanson (AUS)    |               |
| 32            | Ava Holmgren (CAN)       |               |
| 33            | Isabella Holmgren (CAN)  |               |
| 34            | Gaia Realini (ITA)       |               |
| 35            | Amanda Spratt (AUS)      |               |
| 36            | Shirin van Anrooij (NED) |               |

| Movistar Team MOV | Movistar Team MOV          | Movistar Team MOV |
| ----------------- | -------------------------- | ----------------- |
| Num               | Coureuse                   | Pos               |
| 41                | Olivia Baril (CAN) (route) |                   |
| 42                | Liane Lippert (GER)        |                   |
| 43                | Mareille Meijering (NED)   |                   |
| 44                | Paula Patiño (COL)         |                   |
| 45                | Sara Martín (ESP)          |                   |
| 46                | Claire Steels (GBR)        |                   |

| Ceratizit Pro Cycling Team CTC | Ceratizit Pro Cycling Team CTC | Ceratizit Pro Cycling Team CTC |
| ------------------------------ | ------------------------------ | ------------------------------ |
| Num                            | Coureuse                       | Pos                            |
| 51                             | Sarah Van Dam (CAN)            |                                |
| 52                             | Elena Hartmann (SUI)           |                                |
| 53                             | Fariba Hashimi (AFG)           |                                |
| 54                             | Marta Jaskulska (POL)          |                                |
| 55                             | Célia Le Mouël (FRA)           |                                |
| 56                             | Dilyxine Miermont (FRA)        |                                |

| Fenix-Deceuninck FDC | Fenix-Deceuninck FDC             | Fenix-Deceuninck FDC |
| -------------------- | -------------------------------- | -------------------- |
| Num                  | Coureuse                         | Pos                  |
| 61                   | Yara Kastelijn (NED)             |                      |
| 62                   | Millie Couzens (GBR)             |                      |
| 63                   | Inge van der Heijden (NED)       |                      |
| 64                   | Ceylin del Carmen Alvarado (NED) |                      |
| 65                   | Pauliena Rooijakkers (NED)       |                      |
| 66                   | Annemarie Worst (NED)            |                      |

| Laboral Kutxa-Fundación Euskadi LKF | Laboral Kutxa-Fundación Euskadi LKF | Laboral Kutxa-Fundación Euskadi LKF |
| ----------------------------------- | ----------------------------------- | ----------------------------------- |
| Num                                 | Coureuse                            | Pos                                 |
| 71                                  | Naia Amondarain Gazañaga (ESP)      |                                     |
| 72                                  | Alice Maria Arzuffi (ITA)           |                                     |
| 73                                  | Idoia Eraso (ESP)                   |                                     |
| 74                                  | Usoa Ostolaza (ESP) (route)         |                                     |
| 75                                  | Ane Santesteban (ESP)               |                                     |
| 76                                  | Debora Silvestri (ITA)              |                                     |

| Canyon//SRAM zondacrypto CSZ | Canyon//SRAM zondacrypto CSZ | Canyon//SRAM zondacrypto CSZ |
| ---------------------------- | ---------------------------- | ---------------------------- |
| Num                          | Coureuse                     | Pos                          |
| 81                           | Ricarda Bauernfeind (GER)    |                              |
| 82                           | Wilma Aintila (FIN)          |                              |
| 83                           | Antonia Niedermaier (GER)    |                              |
| 84                           | Justyna Czapla (GER)         |                              |
| 85                           | Cecilie Uttrup Ludwig (DEN)  |                              |
| 86                           | Soraya Paladin (ITA)         |                              |

| Roland CGS | Roland CGS               | Roland CGS |
| ---------- | ------------------------ | ---------- |
| Num        | Coureuse                 | Pos        |
| 91         | Giorgia Vettorello (ITA) |            |
| 92         | Tamara Dronova (RUS)     |            |
| 93         | Morgane Coston (FRA)     |            |
| 94         | Petra Stiasny (SUI)      |            |
| 96         | Giulia Giuliani (ITA)    |            |

| Team Coop-Repsol HPU | Team Coop-Repsol HPU  | Team Coop-Repsol HPU |
| -------------------- | --------------------- | -------------------- |
| Num                  | Coureuse              | Pos                  |
| 101                  | Stine Dale (NOR)      |                      |
| 102                  | India Grangier (FRA)  |                      |
| 104                  | Tiril Jørgensen (NOR) |                      |
| 106                  | Stina Kagevi (SWE)    |                      |

| Winspace Orange Seal WOS | Winspace Orange Seal WOS      | Winspace Orange Seal WOS |
| ------------------------ | ----------------------------- | ------------------------ |
| Num                      | Coureuse                      | Pos                      |
| 111                      | Karolina Perekitko (POL)      |                          |
| 112                      | Camille Fahy (FRA)            |                          |
| 113                      | Jenaya Francis (CAN)          |                          |
| 114                      | Nadia Gontova (CAN)           |                          |
| 115                      | Florence Normand (CAN)        |                          |
| 116                      | Marie-Morgane Le Deunff (FRA) |                          |

| Bepink-Imatra-Bongioanni BPK | Bepink-Imatra-Bongioanni BPK | Bepink-Imatra-Bongioanni BPK |
| ---------------------------- | ---------------------------- | ---------------------------- |
| Num                          | Coureuse                     | Pos                          |
| 121                          | Andrea Casagranda (ITA)      |                              |
| 122                          | Elisa Valtulini (ITA)        |                              |
| 123                          | Linda Laporta (ITA)          |                              |
| 124                          | Gaia Segato (ITA)            |                              |
| 125                          | Silvia Milesi (ITA)          |                              |
| 126                          | Elisabeth Ebras (EST)        |                              |

| Eneicat-CMTeam EIC | Eneicat-CMTeam EIC           | Eneicat-CMTeam EIC |
| ------------------ | ---------------------------- | ------------------ |
| Num                | Coureuse                     | Pos                |
| 131                | Daniela Campos (POR) (route) |                    |
| 132                | Angie Mariana Londoño (COL)  |                    |
| 133                | Valentina Basilico (ITA)     |                    |
| 134                | Nicole Steinmetz (USA)       |                    |
| 135                | Carolina Vargas (COL)        |                    |
| 136                | Ariana Gilabert (ESP)        |                    |

| AG Insurance-Soudal Team AGS | AG Insurance-Soudal Team AGS | AG Insurance-Soudal Team AGS |
| ---------------------------- | ---------------------------- | ---------------------------- |
| Num                          | Coureuse                     | Pos                          |
| 141                          | Mireia Benito (ESP)          |                              |
| 142                          | Anya Louw (AUS)              |                              |
| 143                          | Justine Ghekiere (BEL)       |                              |
| 144                          | Gaia Masetti (ITA)           |                              |
| 145                          | Julie Van de Velde (BEL)     |                              |
| 146                          | Urška Žigart (SLO) (route)   |                              |

| Human Powered Health HPH | Human Powered Health HPH | Human Powered Health HPH |
| ------------------------ | ------------------------ | ------------------------ |
| Num                      | Coureuse                 | Pos                      |
| 151                      | Yurani Blanco (ESP)      |                          |
| 152                      | Giada Borghesi (ITA)     |                          |
| 153                      | Carlotta Cipressi (ITA)  |                          |
| 154                      | Thalita de Jong (NED)    |                          |
| 155                      | Ruth Edwards (USA)       |                          |
| 156                      | Katia Ragusa (ITA)       |                          |

| Team Picnic PostNL TPP | Team Picnic PostNL TPP        | Team Picnic PostNL TPP |
| ---------------------- | ----------------------------- | ---------------------- |
| Num                    | Coureuse                      | Pos                    |
| 161                    | Eleonora Ciabocco (ITA)       |                        |
| 162                    | Juliana Londoño (COL) (route) |                        |
| 163                    | Esmée Peperkamp (NED)         |                        |
| 164                    | Abi Smith (GBR)               |                        |
| 165                    | Becky Storrie (GBR)           |                        |
| 166                    | Ella Heremans (BEL)           |                        |

| Team Visma \| Lease a Bike TVL | Team Visma \| Lease a Bike TVL | Team Visma \| Lease a Bike TVL |
| ------------------------------ | ------------------------------ | ------------------------------ |
| Num                            | Coureuse                       | Pos                            |
| 171                            | Margaux Vigié (FRA)            |                                |
| 172                            | Maud Oudeman (NED)             |                                |
| 173                            | Rosita Reijnhout (NED)         |                                |
| 174                            | Eva van Agt (NED)              |                                |
| 175                            | Mijntje Geurts (NED)           |                                |
| 176                            | Marion Bunel (FRA)             |                                |

| UAE Team ADQ UAD | UAE Team ADQ UAD       | UAE Team ADQ UAD |
| ---------------- | ---------------------- | ---------------- |
| Num              | Coureuse               | Pos              |
| 181              | Karlijn Swinkels (NED) |                  |
| 183              | Alena Ivanchenko (RUS) |                  |
| 184              | Erica Magnaldi (ITA)   |                  |
| 185              | Greta Marturano (ITA)  |                  |
| 186              | Paula Blasi (ESP)      |                  |